# Biblioteczka Poradnika Domowego
Biblioteczka Poradnika Domowego - seria książeczek o tematyce kulinarnej, ukazująca się od 1992 (od 1996 regularnie jako miesięcznik) i kolportowana jako czasopismo. Od 2004 wydawana przez wydawnictwo Prószyński Media, a wcześniej przez Prószyński i S-ka.